# Приживётся ли демократия в России
«Приживётся ли демократия в России» — книга российского экономиста Евгения Ясина. Автор формулирует преимущества демократии как политической системы, её необходимость для развития России, а также проблемы становления. Второе издание книги содержит дополнительные материалы, показывающие связь демократии и культуры, обсуждается роль элиты в преобразованиях общества. 

## Содержание
- Предисловие
- Часть I Теория и история
  - Глава 1 Зачем нам демократия
  - Глава 2 Теория демократии: равновесие, согласие, авторитет
  - Глава 3 Какая демократия
  - Глава 4 Российская демократическая традиция
  - Глава 5 Новая демократическая волна: еще эпизод или надолго?

- Часть II Настоящее
  - Глава 6 Путинский этап
  - Глава 7 Федерация. Построение вертикали власти
  - Глава 8 Партии и парламент
  - Глава 9 Контроль над СМИ
  - Глава 10 Усмирение бизнеса
  - Глава 11 Главное орудие власти
  - Глава 12 Общество
  - Глава 13 Элита
  - Глава 14 Альтернативы и перспективы
- Приложение I Широкая демократическая платформа (проект)
- Приложение II Программа демократической модернизации (проект) Демократизация, свободная экономика, гуманизация
- Постскриптум

## Критика и обсуждение
Обсуждение